# Золоті та срібні пам'ятні монети євро Кіпру
Золоті та срібні пам'ятні монети євро — спеціальні монети євро, карбовані і випущені державами-членами Єврозони, в основному, в золоті і сріблі (хоча використовувалися й інші дорогоцінні метали). Кіпр увійшов до єврозони 1 січня 2008 року. З цієї дати Центральний банк Кіпру почав випуск національних монет євро, та пам'ятних монети з золота та срібла.
Ці монети приймають до оплати лише на Кіпрі, на відміну від звичайних монет євро, що випускаються на Кіпрі, які є законним платіжним засобом у всіх країнах єврозони. Це означає, що колекційні монети із золота та срібла не можуть бути використані як гроші в інших країнах Єврозони. Їхня ринкова ціна значно перевищує їхню номінальну вартість, ці монети не призначені для використання як платіжний засіб, хоча це залишається можливим. З цієї причини, вони зазвичай називаються колекційними монетами.
Колекційні монети євро Кіпру присвячені річницям різних подій та історичним подіям. Іноді монети присвячені поточним подіям мають важливе значення для громадян Кіпру. Кіпр карбує дві варіації цих монет з 2008 року, із золота та срібла, номіналом від 5 і 20 євро.

## Таблиця
З 3 листопада 2008, Кіпр випускає 2 варіації колекційних монет євро. Ці монети з високою вартістю не слід плутати з пам'ятними монетами 2 євро, які є монетами, призначеними для використання та мають юридичний статус законного платіжного засобу в усіх країнах єврозони.
У такій таблиці показано кількість монет, викарбуваних за рік. У першому розділі, монети згруповані по металу, а в другій частині вони згруповані за номіналом.
| Рік                                         | Випущені           |        | Метал  | Метал | Метал |     | Номінал монети | Номінал монети |
| Рік                                         | Випущені           | Золото | Срібло | Інші  | €5    | €20 |                |                |
| 2008                                        | 1                  | -      | 1      | -     | 1     | -   |                |                |
| 2010                                        | 2                  | 1      | 1      | -     | 1     | 1   |                |                |
| Усього                                      | 3                  |        | 1      | 2     | —     |     | 2              | 1              |
| \| Випущені монети \| Не випущені монети \| |                    |        |        |       |       |     |                |                |
| Випущені монети                             | Не випущені монети |        |        |       |       |     |                |                |

## Монети 2008
| | Вступ Кіпру до Єврозони |                               |                                                   |
| Дизайнер:Ніколас Лукас | Дизайнер:Ніколас Лукас  | Монетний двір:Mint of Finland | Монетний двір:Mint of Finland                     |
| Номінальна:€ 5 | Метал:Ag 925 (срібло)   | Тираж:15 000                  | Якість:Proof                                      |
| Випущена:2008 | Діаметр:38,61 мм        | Вага:28,28 г                  | Ціна при випуску монети:€38 Ринкова ціна:€ 43-€49 |
| На аверсі монети зображено герб Кіпру. Текст грецькою мовою (грец. Η ένταξη της Κύπρου στην ΟΝΕ 2008 — укр. Вступ Кіпру до Єврозони), (Вступ Кіпру в єврозону 2008 року). На реверсі монети Кіпр алегорично лежить всередині європейського кільця, Європа на мапі дуже змінена в розмірах. |                         |                               |                                                   |

## Монети 2010 р

### Золоті
| | 50-та річниця незалежності республіки Кіпр |                                   |                                   |
| Дизайнер:Клара Захаракі-Георгіу | Дизайнер:Клара Захаракі-Георгіу            | Монетний двір:Bank of Greece/Mint | Монетний двір:Bank of Greece/Mint |
| Номінальна:€ 20 | Метал:золото 971 проби                     | Наклад:750                        | Якість:Proof                      |
| Випущена:2010 | Діаметр:22,05 мм                           | Вага::7,98 г                      | Ціна при випуску монети:€500      |
| Аверс: Герб Республіки Кіпр, який збігається з емблемою Центрального банку Кіпру, викарбувано напис «ΚΥΠΡΙΑΚΗ ΔΗΜΟΚΡΑΤΙΑ» і «KIBRIS CUMHURİYETİ» і дати «1960-2010». Реверс: Стилізоване дерево з гілками, на якому сидить голуб. А також номінал «€ 20». |                                            |                                   |                                   |

### Срібні
| | 50-та річниця незалежності республіки Кіпр |                                   |                                   |
| Дизайнер:Клара Захаракі-Георгіу | Дизайнер:Клара Захаракі-Георгіу            | Монетний двір:Bank of Greece/Mint | Монетний двір:Bank of Greece/Mint |
| Номінальна:€ 5 | метал:Ag 925 (срібло)                      | Тираж:5 000                       | Якість:Proof                      |
| Випущена:2010 | Діаметр:38,61 мм                           | Вага::28,28 г                     | Ціна при випуску монети:€40       |
| Аверс: Герб Республіки Кіпр, який збігається з емблемою Центрального банку Кіпру, викарбувано напис «ΚΥΠΡΙΑΚΗ ΔΗΜΟΚΡΑΤΙΑ» і «KIBRIS CUMHURİYETİ» і дати «1960-2010». Реверс: Стилізоване дерево з гілками, на якому сидить голуб. А також номінал «€ 5». |                                            |                                   |                                   |

## Монети 2012
| | Головування Кіпру в Євросоюзі |                                    |                                           |
| Дизайнер:Іоханна Калі | Дизайнер:Іоханна Калі         | Монетний двір:Монетний двір Греції | Монетний двір:Монетний двір Греції        |
| Номінальна:€ 5 | Метал:Ag 925 (срібло)         | Тираж:8.000                        | Якість:Proof                              |
| Випущена:9 липня 2012 | Діаметр:38,61 мм              | Вага:28,28 г                       | Ціна при випуску монети:€38 Ринкова ціна: |
| На аверсі монети зображено герб Кіпру. Герб розташований всередині хвилястого кола зображує Середземне море. Текст трьома мовами Cyprus Κyproς Kıbrıs — Кіпр. На реверсі монети гравірування знаменитого лефкарійского мережива (лефкарітика), є частиною спадщини ЮНЕСКО, воно розташоване всередині хвилястого кола, яке ідентичнне зображеному кола на аверсі. З обох боків монети півколом розташовані 12 зірок Євросоюзу. У нижній частині розташований номінал монети — «€ 5», а також напис — «Cyprus EU Presidency». |                               |                                    |                                           |